# Ballon d’Or 1972

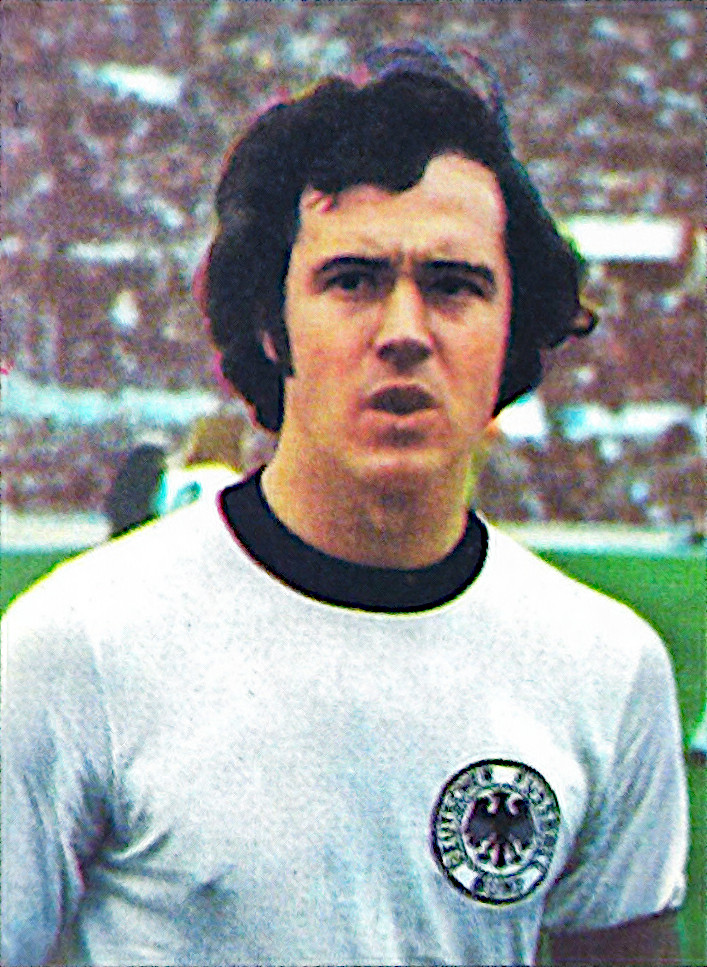
Franz Beckenbauer (1975)

Mit dem 17. Ballon d’Or (französisch für Goldener Ball) der Zeitschrift France Football wurde der Deutsche Franz Beckenbauer vom FC Bayern München am 26. Dezember 1972 als „Europas Fußballer des Jahres“ mit zwei Punkten Vorsprung vor seinem Landsmann und Klubkameraden Gerd Müller ausgezeichnet. Der Preis wurde von einer Jury mit Sportjournalisten aus 25 Mitgliedsverbänden der UEFA verliehen. Beckenbauer wurde in 21 Ländern gewählt, dabei stand er zehnmal an erster Position.

## Ergebnis
| Platz | Spieler              | Nationalität   | Verein 1972              | Punkte |
| ----- | -------------------- | -------------- | ------------------------ | ------ |
| 01    | Franz Beckenbauer    | BR Deutschland | FC Bayern München        | 81     |
| 02    | Gerd Müller          | BR Deutschland | FC Bayern München        | 79     |
| 02    | Günter Netzer        | BR Deutschland | Borussia Mönchengladbach | 79     |
| 04    | Johan Cruyff         | Niederlande    | Ajax Amsterdam           | 73     |
| 05    | Piet Keizer          | Niederlande    | Ajax Amsterdam           | 13     |
| 06    | Kazimierz Deyna      | Polen          | Legia Warschau           | 6      |
| 7     | Gordon Banks         | England        | Stoke City               | 4      |
| 7     | Barry Hulshoff       | Niederlande    | Ajax Amsterdam           | 4      |
| 7     | Włodzimierz Lubański | Polen          | Gornik Zabrze            | 4      |
| 7     | Bobby Moore          | England        | West Ham United          | 4      |
| 11    | Christo Bonew        | Bulgarien      | ZSKA Sofia               | 3      |
| 11    | Gerrie Mühren        | Niederlande    | Ajax Amsterdam           | 3      |
| 11    | Murtas Churzilawa    | Sowjetunion    | FC Dinamo Tiflis         | 3      |
| 11    | Paul Van Himst       | Belgien        | RSC Anderlecht           | 3      |
| 15    | Antal Dunai          | Ungarn         | Újpest Budapest          | 2      |
| 15    | Eusébio              | Portugal       | Benfica Lissabon         | 2      |
| 15    | Sandro Mazzola       | Italien        | Inter Mailand            | 2      |
| 18    | Amancio              | Spanien        | Real Madrid              | 1      |
| 18    | Paul Breitner        | BR Deutschland | FC Bayern München        | 1      |
| 18    | Giorgio Chinaglia    | Italien        | Lazio Rom                | 1      |
| 18    | Dragan Džajić        | Jugoslawien    | FK Roter Stern Belgrad   | 1      |
| 18    | Johnny Giles         | Irland         | Leeds United             | 1      |
| 18    | John Greig           | Schottland     | Glasgow Rangers          | 1      |
| 18    | Johan Neeskens       | Niederlande    | Ajax Amsterdam           | 1      |
| 18    | Gianni Rivera        | Italien        | AC Mailand               | 1      |
| 18    | Jewgeni Rudakow      | Sowjetunion    | Dynamo Kiew              | 1      |
| 18    | Marius Trésor        | Frankreich     | Olympique Marseille      | 1      |